# San Vicente Amole
San Vicente Amole är en ort i Mexiko.   Den ligger i kommunen Copanatoyac och delstaten Guerrero, i den sydöstra delen av landet, 230 km söder om huvudstaden Mexico City. San Vicente Amole ligger 2 230 meter över havet och antalet invånare är 622.
Terrängen runt San Vicente Amole är huvudsakligen kuperad, men åt sydväst är den bergig. Runt San Vicente Amole är det ganska glesbefolkat, med 32 invånare per kvadratkilometer. Närmaste större samhälle är Malinaltepec, 12,4 km söder om San Vicente Amole. I omgivningarna runt San Vicente Amole växer huvudsakligen savannskog.